# Etimesgut
Etimesgut est une ville et un district de la province d'Ankara dans la région de l'Anatolie centrale en Turquie.